# Petteri Lindbohm
Petteri Lindbohm (* 23. září 1993, Vantaa) je finský lední hokejista, obránce. V současnosti působí ve finském klubu IFK Helsinky. S finskou reprezentací vyhrál mistrovství světa 2019 a olympijský turnaj v Pekingu v roce 2022. Má též stříbro ze světového šampionátu z roku 2021. Finskou nejvyšší soutěž hrál již v minulosti za Jokerit Helsinky (později s ním strávil jednu sezónu i v KHL) a Porin Ässät. V letech 2014-2018 působil v zámoří, hrál NHL za St. Louis Blues, ale většinou nastupoval na farmě v AHL (Chicago Wolves). Podruhé zkusil NHL po odchodu Jokeritu z KHL kvůli ruské invazi na Ukrajinu, v sezóně 2021/22, ale odehrál v týmu Florida Panthers jen 9 utkání. Celkem sehrál v NHL 49 zápasů. Strávil též tři sezóny ve švýcarské lize, v klubech Lausanne HC a EHC Biel. Jednu sezónu hrál ve švédské nejvyšší soutěži, za klub Frölunda HC.